# Byron De La Beckwith

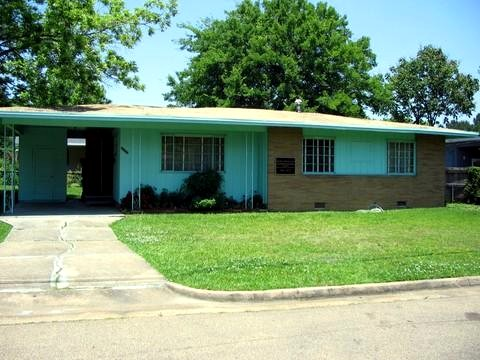
Haus mit der Einfahrt, in der De La Beckwith Evers erschoss

Byron De La Beckwith (* 9. November 1920 in Colusa, Colusa County Kalifornien; † 21. Januar 2001 in Jackson, Mississippi) war ein US-amerikanischer weißer Rassist und Mörder des schwarzen Bürgerrechtlers Medgar Evers. Während der 1960er Jahre war der Ku-Klux-Klan für viele Terroranschläge verantwortlich – Evers Ermordung am 12. Juni 1963 war eines in einer Serie von rassistischen Verbrechen des Ku-Klux-Klans. De La Beckwith war Vertreter für Düngemittel und Mitglied des White Citizens Council.

## Verlauf der Prozesse
Am 23. Juni 1963 wurde De La Beckwith wegen Mordes an Medgar Evers verhaftet. Nach zwei Verhandlungen, deren Geschworene alle weiß und männlich waren, wurde durch die Grand Jury die Eröffnung einer öffentlichen Anklage abgelehnt. Hierdurch konnte er nicht rechtskräftig verurteilt, aber auch nicht freigesprochen werden. Das Verfahren war nach deutschen Begriffen eingestellt. Im Vergleich wäre hierzu Paragraph 170 der deutschen Strafprozessordnung heranzuziehen, was einen Mangel an Beweisen bedeutet. Im Jahr 1994, also drei Jahrzehnte nach dem Mord wurde De La Beckwith aufgrund neuer Beweise erneut vor Gericht gestellt. Diese neuen Beweise bezogen sich darauf, dass er sich nach den ersten beiden Verfahren so sicher fühlte, dass er vor anderen den Mord gestand. Diesmal entsprach die Grand Jury der Eröffnung der öffentlichen Anklage. Die Grand Jury war diesmal sowohl mit Weißen als auch von Afroamerikanern besetzt. Während der Verhandlung wurde Evers Leiche für eine Autopsie exhumiert. Sie war in einem sehr guten Zustand, da sie mumifiziert war. De La Beckwith wurde am 5. Februar 1994, mehr als 30 Jahre nach dem Mord, zu lebenslanger Haft verurteilt. Er legte Berufung ein, die jedoch erfolglos blieb. Am 21. Januar 2001 starb er im Universitätsklinikum des Mississippi Medical Center in Jackson, Mississippi an Herzversagen.

## In der Kunst
- Der 1996 erschienene Film Das Attentat erzählt die Geschichte des dritten Prozesses. De La Beckwith wird von James Woods dargestellt.
- 2001 veröffentlichte Bobby DeLaughter ein Buch über den Prozess mit dem Titel Never Too Late: A Prosecutor’s Story of Justice in the Medger Evers Trial.
- Evers’ Ermordung wird erwähnt in dem Film The Help, wo sie für Panik unter den schwarzen Hausmädchen sorgt, aber manche auch motiviert, jetzt erst recht für ihre Rechte zu kämpfen.